# Ленокс Тауншип (округ Сасквеганна, Пенсільванія)
Ленокс Тауншип (англ. Lenox Township) — селище (англ. township) в США, в окрузі Сасквегенна штату Пенсільванія. Населення — 1603 особи (2020).

## Демографія
Згідно з переписом 2010 року, у селищі мешкали 1934 особи в 768 домогосподарствах у складі 536 родин. Було 963 помешкання
Расовий склад населення:
| - 98,0 % — білих - 0,3 % — чорних або афроамериканців - 0,3 % — азіатів - 0,2 % — корінних американців - 0,1 % — вихідців з тихоокеанських островів |

До двох чи більше рас належало 1,0 %. Частка іспаномовних становила 1,2 % від усіх жителів.
За віковим діапазоном населення розподілялося таким чином: 20,7 % — особи молодші 18 років, 61,7 % — особи у віці 18—64 років, 17,6 % — особи у віці 65 років та старші. Медіана віку мешканця становила 44,8 року. На 100 осіб жіночої статі у селищі припадало 104,9 чоловіків;  на 100 жінок у віці від 18 років та старших — 104,3 чоловіків також старших 18 років.
Середній дохід на одне домашнє господарство  становив 61 961 долар США (медіана — 49 554), а середній дохід на одну сім'ю — 69 871 долар (медіана — 57 102). Медіана доходів становила 43 958 доларів для чоловіків та 26 738 доларів для жінок. За межею бідності перебувало 12,4 % осіб, у тому числі 16,6 % дітей у віці до 18 років та 7,3 % осіб у віці 65 років та старших.
Цивільне працевлаштоване населення становило 882 особи. Основні галузі зайнятості: освіта, охорона здоров'я та соціальна допомога — 19,3 %, роздрібна торгівля — 13,4 %, виробництво — 13,2 %.